# 918 gau
918 gau és un documental dirigit per Arantza Santesteban. El títol de la pel·lícula fa referència a l'experiència de les nou-centes divuit nits que la directora va passar tancada a la presó acusada de formar part del partit polític Batasuna, aleshores il·legalitzat sota la Llei de Partits espanyola.
Aquesta pel·lícula guanyà el premi al millor documental internacional al festival Doclisboa